# Ганке, Кароль
Кароль Даниэль Ганке (пол. Karol Daniel Hanke, 6 сентября 1903, Лодзь, Петроковская губерния — 15 апреля 1964, Варшава) — польский футболист, полузащитник.

## Биография
Родился 6 сентября 1903 года в городе Лодзь. Футбольную карьеру начал в местной команде «Лодзь» (1920—1924). Следующие восемь лет выступал за львовский клуб «Погонь». Двукратный чемпион Польши.
За национальную сборную дебютировал 29 июня 1924 года. В Лодзе польские футболисты победили сборную Турции (2:0). Последний матч провёл 1 июля 1928 года, со сборной Швеции (2:1). Всего за главную команду страны провёл девять матчей: 4 победы, 2 ничьи и 3 поражения.
В 1936 году возглавлял варшавский клуб «Легия».
Умер 15 апреля 1964 года, на 61-м году жизни, в Варшаве.

## Достижения
- Чемпион Польши (2): 1925, 1926